# 凱西克 (加利福尼亞州)
凱西克（英語：Keswick）是位於美國加利福尼亞州沙斯塔縣的一個人口普查指定地區。

## 地理
凱西克的座標為40°36′47″N 122°27′39″W / 40.61306°N 122.46083°W，而該地最高點為海拔高度223米（即732英尺）。

## 人口
根據2010年美國人口普查的數據，凱西克的面積為9.074平方千米，當中陸地面積為8.748平方千米，而水域面積為0.326平方千米。當地共有人口451人，而人口密度為每平方千米49人。